# سيسيليا أهيرن
سيسيليا أهيرن (بالإنجليزية: Cecelia Ahern)‏ (الأيرلندية : NI hEachthairn سيسيليا، من مواليد 30 سبتمبر 1981 في دبلن، أيرلندا) هي روائية أيرلندية منذ عام 2004.. بالإضافة إلى نشر العديد من الروايات، وقالت انها ساهمت أيضا عددا من القصص القصيرة بعض أرباحه تذهب إلى أعمال الخير هي أيضا كاتبة مسلسل سامانثا من؟ بطولة كريستينا آبلغيت

## روابط خارجية
- سيسيليا أهيرن على موقع IMDb (الإنجليزية)
- سيسيليا أهيرن على موقع مونزينجر (الألمانية)
- سيسيليا أهيرن على موقع ألو سيني (الفرنسية)
- سيسيليا أهيرن على موقع ميوزك برينز (الإنجليزية)
- سيسيليا أهيرن على موقع أول موفي (الإنجليزية)
- سيسيليا أهيرن على موقع قاعدة بيانات الأفلام السويدية (السويدية)
- سيسيليا أهيرن على موقع ديسكوغز (الإنجليزية)
- سيسيليا أهيرن على موقع قاعدة بيانات الفيلم (الإنجليزية)
- سيسيليا أهيرن على موقع كينوبويسك (الروسية)